# Șumuleu Ciuc

Bazilica și mănăstirea franciscană din Șumuleu Ciuc

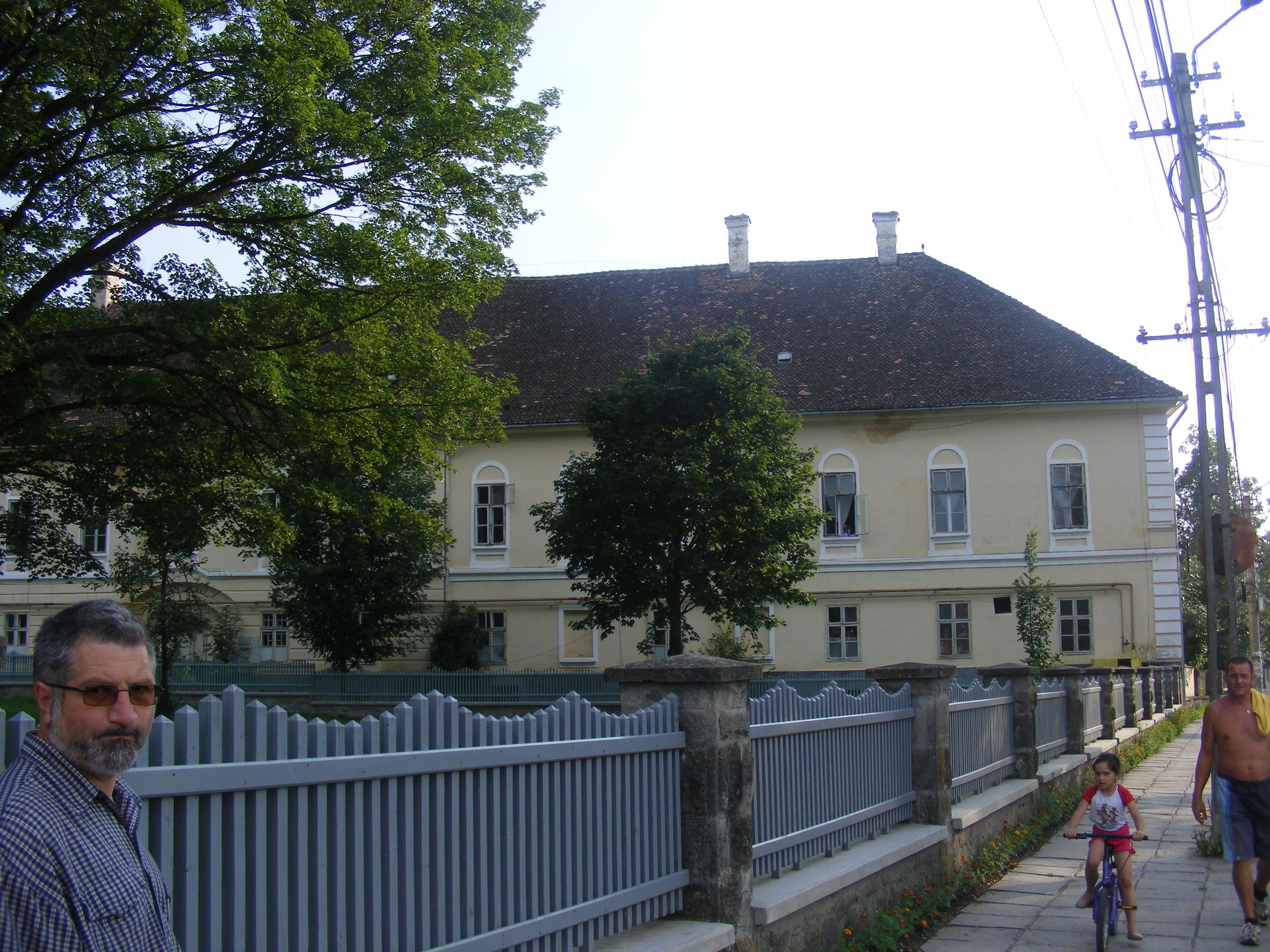
Fostul sediu al Scaunului Ciuc, în prezent spital TBC

Șumuleu Ciuc (în maghiară Csíksomlyó, în germană Schomlenberg) este un cartier al municipiului Miercurea Ciuc, județul Harghita, Transilvania, România. Aici se află Bazilica Sfânta Maria, unul din cele mai importante locuri de pelerinaj ale Bisericii Romano-Catolice din România. 
Până 1876 Șumuleul a fost reședința executivă a Scaunului Secuiesc al Ciucului, cu scaunele filiale ale Giurgeului și Cașinului, apoi a devenit comună a comitatului Ciuc. În 1850 așezarea Várdotfalva fusese înglobată Șumuleului, iar în 1941 a fost de asemenea înglobat satul Csobotfalva (numit Cioboteni în cadrul județului Ciuc din perioada interbelică). În anul 1959 Șumuleul a devenit cartier al orașului Miercurea Ciuc, în partea de nord-est a acestuia.

## Așezare, populație
Șumuleu Ciuc se situează la 3 km de la centrul orașului Miercurea Ciuc, în direcția nord-est, pe malul pârâului Șumuleu.
La ultimul recensământ înainte cu unirea cu orașul Miercurea Ciuc, în 1941, a avut o populație de 1.415 locuitori, din care 1.405 maghiari, 5 români, 4 germani și 1 nedeclarat. 

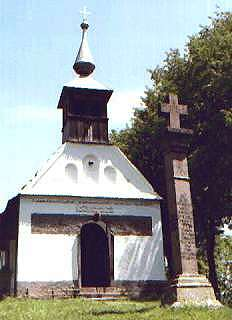
Capela Salvator

## Istorie
Prima atestare a localității datează din 1335 cu numele de Sumlov. Prima biserică a fost construită în 1352. Prima biserică franciscană a fost construită între anii 1442-1448, pe locul vechii biserici, ca urmare a comemorării victoriei de la Sântana de Mureș a voievodului Iancu de Hunedoara. Au urmat două extinderi cu capele în anii 1530 și 1649. Biserica a fost de mai multe ori devastată de inamici, în anii 1553, 1601, 1661, 1694 și 1705. Fiind grav deteriorată, a fost demolată în 1802. Biserica actuală a fost construită între anii 1802-1824 în stil baroc, finisarea interioară ținând 72 de ani. Statuia Sfintei Fecioare din secolul al XIV-lea este o capodoperă a sculpturii în lemn. Făcută între anii 1515-1520, este cea mai mare dintre toate cele sculptate în aceea perioadă. Școala mănăstirii romano-catolice a oferit educație liceală încă din anul 1630.

## Pelerinajul de Rusalii
Pelerinajul de la Șumuleu Ciuc își are originea în secolul al XV-lea, când papa Eugen al IV-lea a aprobat, în anul 1444, un pelerinaj de donație pentru terminarea bisericii în construcție. Mai târziu, în biserică a fost adusă o statuie făcătoare de minuni, care le-a dat secuilor din zonă forță și curaj pentru a învinge, în sâmbăta dinaintea Rusaliilor din anul 1567, oastea protestantă a lui Ioan Sigismund Zápolya, principele Transilvaniei, venit să impună cu forța Reforma Protestantă.

## Monumente, atracții turistice

Statuia Sfintei Fecioare

- Mănăstirea Franciscanilor, loc de pelerinaj pentru romano-catolici.
- Capela Salvator din secolul al XV-lea.
- Capela "Isus în Chinuri", datând probabil din perioada secolelor al XV-lea - al XVII-lea.
- Capela Sfântul Anton, construită între 1750 și 1773.
- Lângă mănăstire se află fostul sediu al Ciucului, construit între anii 1825 și 1841, azi spital de boli contagioase și clinică TBC.
- Fostul Liceu romano-catolic, construit în 1727, unde au învățat multe personalități de seamă, azi orfelinat.
- Izvorul de apă minerală (apă bicarbonatată, feruginoasă, sodică, calcică, magneziană, carbogazoasă, hipotonă).[2]
- Biserica romano-catolică Sfânta Treime

## Personalități
- Ioan Căianu (1629-1687), călugăr franciscan, polihistor, și-a scris aici operele, una din cele mai importante fiind Codex Caioni;
- Pál Péter Domokos (1901-1992), istoric, cercetător al istoriei ceangăilor;
- Sándor Fodor (1927-2017), scriitor și traducător;
- Imre Fodor (1937-2015), politician, primar al municipiului Târgu Mureș.

## Evenimente
- În perioada 23 - 27 august 2006 a avut loc aici întâlnirea națională a tinerilor catolici din România.[3]
- La 1 iunie 2019 - Papa Francisc a oficiat liturghia la sanctuarul marian de la Șumuleu Ciuc, în prezența a circa 100.000 de pelerini[4]